# Copa BES
A Copa BES foi um torneio de futebol amigável entre os três grandes clubes patrocinados pelo BES, Futebol Clube do Porto, Sport Lisboa e Benfica e Sporting Clube de Portugal. Nesta iniciativa, o vencedor é o clube que mais pontos obtiver no conjunto de jogos entre os três clubes na Primeira Liga, sendo estes pontos a variável determinante para a definição do valor a doar a uma instituição de solidariedade social. Em caso de igualdade pontual, o critério de desempate é o fator disciplina.
Devido ao afastamento do Banco Espírito Santo como patrocinador comum destes respectivos clubes, a taça deixou de ser premiada e publicitada pelo jornal A Bola.

## Classificações
| Época   |          |          |          |
| Época   | Vencedor | Segundo  | Terceiro |
| ------- | -------- | -------- | -------- |
| 2003–04 | FC Porto | Sporting | Benfica  |
| 2004–05 | FC Porto | Sporting | Benfica  |
| 2005–06 | Sporting | Benfica  | FC Porto |
| 2006–07 | FC Porto | Benfica  | Sporting |
| 2007–08 | FC Porto | Sporting | Benfica  |
| 2008–09 | FC Porto | Benfica  | Sporting |

## Palmarés
| Clube    | 1º Lugar | 2º Lugar | 3º Lugar |
| -------- | -------- | -------- | -------- |
| FC Porto | 5        | —        | 1        |
| Sporting | 1        | 3        | 2        |
| Benfica  | —        | 3        | 3        |